# Sapfická strofa
Sapfická strofa (také sapfická sloka) je básnická forma, vytvořená a používaná antickou básnířkou Sapfó a velmi rozšířená v antické lyrické poezii. Přestože počítá s antickou metrikou, jedná se patrně o nejvíc používanou antickou sloku (experimentoval s ní například Allen Ginsberg). Byla užívána i v české poezii, občas je stále.

## Struktura
Sloka je nerýmovaná, ve staré řečtině byla založena na časoměrné prozódii, v češtině se ze všeho nejdříve napodobovala sylabickým veršem (tj. dodržován byl pouze počet slabik jednotlivých veršů, tedy 11-11-11-5 - takovéto sapfické strofy psal například Mikuláš Konáč z Hodiškova), později bylo zachováváno časoměrné schéma veršů (u Jana Blahoslava), až nakonec byly původní řecké délky nahrazeny českými slovními přízvuky, jak je to obvyklé při překladu časomíry.
V sapfické strofě je pevně dáno rytmické schéma jednotlivých veršů, a to takto:
```
-U -U -UU -U -U
-U -U -UU -U -U
-U -U -UU -U -U
-UU -U
```

(Znak - znamená dlouhou, respektive přízvučnou slabiku, znak U krátkou, respektive nepřízvučnou slabiku. Mezera slouží k oddělení jednotlivých stop a nemá žádnou jinou funkci.)
První tři, jedenáctislabičné verše, se nazývají verše sapfické, poslední, pětislabičný verš se nazývá verš adónský nebo adonický. Jinde než v sapfické strofě se však tyto verše, a tedy ani tyto termíny, nepoužívají.

## Příklad
Mrtvá, mrtvá v hlubinách věků dávno,

Sapfó, dřímáš, nad tebou časů vlny

dmou se, hlubší, děsnější nežli hrob tvůj

v lesbickém moři.

(Jaroslav Vrchlický - v této sapfické strofě jsou antické délky, tj. slabiky, značené ve výše uvedeném schématu pomlčkou, nahrazeny českými přízvuky, tyto slabiky jsou dále pro lepší orientaci vyznačeny tučně).
Sapfická strofa byla od 16. století velmi populární v polské poezii. Protože polský verš je většinou sylabický, schéma sapfické strofy je 11(5+6)/11(5+6)/11(5+6)/5. Nejdůležitější přiklad je dlouhá epická báseň Flis (Vorař) od Sebastiana Klonowice:
Kto chce niech wzywa starca wszetecznego
Dla żeglowania w morzu bezpiecznego.
 Któremu błędne przyznawa pogaństwo:
Wszech wód poddaństwo:
(Flis, 1-4)